# Жоффруа де Женевиль, 1-й барон Женевиль
Жоффруа (Джеффри) де Женевиль (Жуанвиль) (англ. Geoffrey de Geneville, фр. Geoffrey de Joinville; 1225/1233 — 21 октября 1314) — сеньор де Вокулёр, 1-й барон Женевиль с 1299, юстициарий Ирландии в 1273—1276, маршал Англии в 1297, сын Симона, сеньора де Жуанвиль, от второго брака с Беатрис д’Осон, дамой де Марне. Родоначальник ветви сеньоров де Вокулёр шампанского рода Жуанвилей.
Благодаря родству с одним из лидеров «савояров», группы влиятельной французской знати при дворе английского короля Генриха III, Жоффруа оказался в Англии, где стал соратником будущего короля Эдуарда I. Там он удачно женился, получив в качестве приданого владения в Валлийской марке и Ирландии. В 1270 году сопровождал Эдуарда в девятом крестовом походе. На королевской службе он проявил себя как опытный дипломат, выполняя различные дипломатические миссии. Также был помощником маршала Англии во время завоевания Уэльса, а в 1297 году выполнял обязанности маршала Англии. Какое-то время Жоффруа был юстициарием Ирландии, однако особых успехов на этой должности не добился. В конце жизни он был вызван в английский парламент. После смерти Жоффруа наследницей английских владений стала Жанна, дочь его рано умершего сына Пьера, и её муж Роджер Мортимер, а французские владения ещё при его жизни получил один из его младших сыновей, Готье.

## Происхождение
Жоффруа происходил из французского рода Жуанвилей, представители которого с середины XII века занимали видное положение в графстве Шампань, получив наследственную должность сенешаля. Отцом его был Симон де Жуанвиль (ум. 1233), сеньор де Жуанвиль и сенешаль Шампани с 1203/1204 года. Жоффруа был одним из младших сыновей от второго брака отца с Беатрис д’Осон (ум. 11 апреля 1260), дамой де Марне, происходившей из рода графов Бургундии. Основным наследником владений Жуанвилей был его старший брат Жан де Жуанвиль, знаменитый биограф короля Франции Людовика IX Святого. Также у Жоффруа было 2 единоутробных сестры — дочери Беатрисы д’Осон от первого брака с Эмоном II де Фосиньи. Старшая из них, Агнес де Фосиньи, вышла замуж за Пьера Савойского, графа Ричмонда, дядю Элеоноры Прованской, жены короля Англии Генриха III. Он был одним из лидеров «савояров» — группы влиятельной французской знати при английском дворе. Это родство сыграло свою роль в биографии Жоффруа, благодаря ему он сделал карьеру в Англии.

## Биография
Жоффруа родился между 1225 и 1233 годами. Во Франции он носил титул сеньора Вокулёра. В 1251 году он перебрался в Англию. Между 1249 и 1252 году Жоффруа женился на богатой наследнице Мод (Матильде) де Ласи, внучке Уолтера де Ласи, 2-го барона Мита. Благодаря этому браку Жоффруа приобрёл земли в Валлийской марке (Эуяс Харольд в Херефордшире и Ладлоу в Шропшире) и Ирландии, где Мод принадлежала половина графства Мит. Основой его могущества был замок Трим, который дарованный королём.
В Англии Жоффруа оказался тесно связан с принцем Эдуардом, наследником Генриха III (в будущем тот станет королём под именем Эдуарда I). В 1255 году он сопровождал принца в Гасконь. Во время второй баронской войны в 1265 году Эдуард использовал принадлежавший Жоффруа замок Женевиль в Ладлоу для побега из-под стражи. В этом же году в Ирландии Жоффруа продемонстрировал в Ирландии немалое политическое мастерство в примирении сторонников Симона де Монфора и сохранившей верность Генриху III знати, что позволило Эдуарду получить значительную поддержку из Ирландии во время военной кампании, апогеем которой стал разгром армии Симона де Монфора в битве при Ившеме.
Как и многие его предки, Жоффруа участвовал в крестоносном движении: в 1270 году он вместе со своим братом Уильямом сопровождал принца Эдуарда в девятом крестовом походе.
После того как Эдуард I стал королём, он в 1273 году назначил Жоффруа юстициарием Ирландии. Под это он получил достаточное финансирование от английской короны. Кроме того, юстициарий обладал достаточно широкими полномочиями по управлению Ирландией. Эту должность Жоффруа занимал до 1276 года, однако особых успехов не добился. Более того, в 1274 и 1276 годах он потерпел серьёзные поражения от ирландцев. Хотя он и участвовал в военных кампаниях Эдуарда I в 1276—1277 и 1282—1283 годах, которые привели завоеванию Уэльса, но основные его интересы были сосредоточены в Ирландии. Владения в Валлийской марке он передал под управление своему сыну Пьеру.
Во время правления Эдуарда I у Жоффруа и его жены произошло несколько конфликтов с управлявшими Ирландией из Дублина наместниками. Ещё в 1250-е годы они добились восстановления дарованных ещё Генрихом II замку Трим финансовых свобод. Однако в 1293 году король ограничил эти права. Через 2 года в знак признания службы Жоффруа в Уэльсе права были восстановлены, но в 1302 году вновь отменены. Только после долгой борьбы Эдуард права вернул, чему способствовала помощь, которую Жоффруа оказал королю в его спорах с королевскими чиновниками в Ирландии.
На королевской службе Жоффруа проявил себя опытным дипломатом. В 1267 году он участвовал в переговорах с Лливелином ап Грифидом. В 1280 году он был послан королём в Париж. В 1290 и 1300 году Жоффруа участвовал в посольской миссии в папскую курию, а в 1298—1299 годах — в мирных переговорах между Англией и Францией.
В 1297 году он оказался на первых ролях во внутренней политике Англии, когда поддержал Эдуарда I во время кризиса, вызванного его требованиями предоставить людей и деньги для войны. Король потребовал, чтобы маршал Роджер Биго, 5-й граф Норфолк, и констебль Хамфри де Богун, 3-й граф Херефорд, возглавили вызванную им в Лондон армию, однако они отказались это сделать. Тогда Эдуард I назначил Жоффруа, который во время валлийской кампании 1282 года был помощником маршала, маршалом Англии, а на пост констебля поставил Томаса де Беркли. После того как кризис был преодолён, король вернул графов Норфолка и Херефорда на свои должности.
С февраля 1299 по ноябрь 1306 года Жоффруа несколько раз вызывался в английский парламент как барон Женевиль.
Жоффруа пережил жену, умершую в 1304 году, и двоих старших сыновей, Жоффруа и Пьера. В 1308 году он вышел в отставку и удалился в доминиканский монастырь в Триме, который он же и основал в 1263 году, где умер 21 октября 1314 года. Похоронен он был там же. Титул баронессы Женевиль де-юре и владения в Ирландии и Англии унаследовала его старшая внучка Жанна, дочь второго сына Пьера, и её муж, Роджер Мортимер, который уже с 1308 года управлял большей частью ирландских владений Жоффруа. Свои французские владения ещё в 1294 году Жоффруа передал своему третьему сыну Готье.

## Брак и дети
Жена: с 1249/1252 Мод (Матильда) де Ласи (1230 — 11 апреля 1304), дочь Гилберта де Ласи из Эуяс Харольд и Изабеллы Биго, вдова Пьера Женевского. Дети:
- Жоффруа де Жуанвиль (умер до 16 января 1283)[4];
- Пьер де Жуанвиль (умер до 8 июня 1292)[4];
- Готье де Жуанвиль (умер 1303), сеньор де Вокулёр[4];
- Симон де Жуанвиль (умер после 1329)[4];
- Жан де Жуанвиль (умер после июля 1315)[4];
- Николас де Жуанвиль (умер 1322/1336)[4];
- Пьер де Жуанвиль (умер после 1294)[4];
- Гильом де Жуанвиль (умер 1306/1310)[4];
- Жанна де Жуанвиль (умерла после 1 июля 1297); муж: Иоганн I (умер после 1330), граф фон Зальм с 1292/1293[4];
- Кэтрин де Жуанвиль (умерла после 1 января 1315), приоресса в Аконбери[англ.][4];

Возможно, у Женевиля была ещё одна дочь, которая после 16 января 1283 года была помолвлена с Морисом Фицджеральдом, бароном Оффали (умер в 1287).